# مغلة كبيرة (الرقة)
مغلة كبيرة قرية سورية تتبع ناحية معدان في منطقة مركز الرقة في محافظة الرقة. بلغ عدد سكانها 2239 نسمة في عام 2004 حسب إحصاء المكتب المركزي للإحصاء.